# The Den (1910)
The Den, fue un estadio de fútbol, que fue el quinto estadio ocupado por el Millwall FC. Fue construido en 1910 en el distrito de New Cross, en el sureste de Londres, diseñado por el famoso arquitecto Archibald Leitch. El Millwall ocupó el estadio por 83 años, desde su inauguración, hasta su demolición en 1993, para construir el nuevo The Den.